# Погребы (Белоцерковский район)
Погребы (укр. Погреби) — село в Белоцерковском районе Киевской области Украины. До 17 июля 2020 года входило в состав Тетиевского района.
Численность населения 274 человека (на 2001 год).

## Физико-географическая характеристика
Находится на берегу Косовского водохранилища. Высота селения над уровнем моря — 245 метров. В Погребах установлен геодезический знак.

## История
Название происходит от погребов, в которых хранили оружие. По данным Лаврентия Похилевича (1864 год) вокруг села были древние могилы и валы. Проживал 401 житель, на реке Рось действовала крупчатая мельница (руины этого мельницы сохранились до сих пор). В 1777 году в Погребах была построена деревянная Онуфриевская церковь, принадлежавшая к беднейшему 7 классу.
В 1899 году вместо старой церкви была построена новая, также деревянная. В селе также была часовня. При церкви действовала церковно-парафильная школа.
В 1900 году владельцем села была Лидия Ивановна Всеволожская, а хозяйство арендовал Николай Антонович Стрийский. Кроме церкви, часовни и школы, в селе действовал вальцевая водяная мельница, на которой работало 12 мужчин, 1 раструсная водяная мельница и одна кузница.
В 1929 году в селе был организован колхоз имени Петровского. Председателем являлся Василий Данилович Ищенко. По свидетельствам очевидцев во время голода на Украине (1932—1933) в селе умерло 375 человек, включая 105 детей.
По состоянию на 1973 года село входило в состав Кошевского сельского совета (центр — село Кошев) Тетиевского района Киевской области.
В 2017 году был принят генеральный план села.
С 24 декабря 2017 года входит в состав Тетиевской общины.

## Инфраструктура
В селе действует магазин. В Погребах расположены объекты, занесённые в реестр памятников Украины — усадебный дом и памятник воинам-односельчанам.
- Усадебный дом
- Памятник воинам-односельчанам
- Руины мельницы